# Talkman
Talkman (PSP-240) es un programa realizado por Sony Computer Entertainment para la consola Sony PSP. Es un software de traducción activado por voz que opera en cuatro idiomas, japonés, inglés, coreano y chino mandarín.
El título "Talkman" es una referencia a la línea de productos portátiles de audio Walkman de Sony. Salió al mercado en Japón el 17 de noviembre de 2005 y en Estados Unidos el 5 de agosto de 2008 (por la PlayStation Store) con el nombre de Viaje Talkman (Talkman Travel, en inglés). En Estados Unidos, sin embargo, en vez de tener todas las opciones de los lenguajes incluidos en la versión japonesa en un solo paquete, se tenía la opción de comprar un paquete por $5.99 dólares la pieza. Los paquetes posibles son: París (francés), Roma (italiano) y Tokio (japonés).
El software está designado para viajeros y entretenimiento. Aunque fue vendido y designado solamente para el mercado japonés, su función de traductor opera en cuatro idiomas . En Japón, el software es bastante popular entre las mujeres de media edad debido a su interés en los productos surcoreanos, entre ellos las novelas y películas de aquel país; y además sirve como una ayuda divertida en la educación del inglés para los niños .
Este producto también fue comercializado en Hong Kong con un paquete y manual de idioma chino tradicional. Sin embargo, parece que Sony no relanzará ningún juego más de este tipo para el mercado de Hong Kong.
Más allá de las traducciones, Talkman también permite a los jugadores divertirse comprobando su fluidez en varios idiomas. El programa viene con un micrófono USB incluido. Este micrófono funciona debido a dos contactos de color dorados en la parte de arriba del PSP, uno en cada lado del mini-puerto USB. 
Nota: Chotto Shot ("Go!Cam") ha construido una cámara web (webcam) que funciona con el programa Talkman.

## Talkman Euro
Debido al éxito de la versión asiática de Talkman, una versión de idiomas europeos fue también lanzada. Talkman Euro está disponible en dos idiomas. Por otro lado, la versión japonesa contiene inglés, italiano, español, alemán, francés y japonés, mientras que la versión para China contiene el idioma chino tradicional en vez del japonés.

## Talkmancomo un solo paquete UMD
Talkman fue lanzado también como un solo paquete UMD, así que los jugadores que ya tienen el micrófono USB o cámara pueden escoger comprar esta sola versión.